# Jean Strauwen
Pierre Albert Amelie Jules Auguste (Jean) Strauwen (Laken, 22 maart 1878 – Brussel, 4 januari 1947) was een Belgische componist, muziekpedagoog, dirigent, trompettist en cellist. Hij is een zoon van Pierre Strauwen (1836-1890), een broer van de componist Jules Emile Strauwen sr. (1863-1943), de hoornist Pierre Henri Strauwen (1861-1926), de fluitist-leraar Auguste Strauwen (1874-1947) en oom van de componist Jules-Emile Adhemar Strauwen (1887-1948).

## Levensloop
Strauwen deed zijn studies aan het Koninklijke Muziek-Conservatorium te Brussel bij Edouard Jacobs (harmonieleer), Gustave Léon Huberti (contrapunt), Edgar Tinel (fuga). In alle vakken behaalde hij een eerste prijs. Verder studeerde hij compositie met Paul Gilson.
In 1907 werd hij dirigent van het bekende orkest Le Cercle Instrumental te Brussel. Met dit orkest kreeg hij goede cijfers en concerteerde regelmatig in het Koninklijk Circus en in het stedelijk park van Brussel. De journalisten en vakcritici in de pers waren meestal overtuigd van de prestaties en in hun berichten was er veel lof. Eveneens in 1907 werd hij dirigent van de Koninklijke "Sint Martinusfanfare", Halle en bleef in deze functie tot 1946. Ook met dit orkest behaalde hij nationale en internationale onderscheidingen. Verder was hij dirigent van de Koninklijke Fanfare vzw. "De Ware Vrienden" Grimbergen (rond 1900). Hij dirigeerde ook fanfares in Leval-Trahegnies en Ressaix.
In 1934 werd hij tot professor in harmonieleer aan het Koninklijke Muziek-Conservatorium te Brussel en later tot directeur van de muziek-academie van Nijvel.
Zijn composities waren aanvankelijk voor het symfonische orkest bestemd, later concentreerde hij zich op de composities voor harmonie- en fanfareorkest.

## Composities

### Werken voor orkest
- Sur l'Olympe
- Les Exilés
- Evocation d'Orient
- Cortège du Sacré

### Werken voor harmonie- en fanfareorkest
- Air de Ballet
- Au Château de Beersel, fantasie
- Brabaçonne de Concert
- Cecilia
- Cortège Solennel, concertmars
- Cortège Allégorique
- Echo Jubilaire
- Fête Napolitaine, fantasie
- Fiançailles
- L'Ascension
- L'Annonciation
- La Myrrhe et l'Encens
- Laus Tibi Domine
- Le Glas Funèbre, treurmars
- Léon XIII
- Lourdes
- Marche des Paladins
- Marche Interalliée
- Notre Dame de Halle
- Pâques Fleuris
- Remember, wals
- Sancta Familia
- Thyrsis, suite in zes bewegingen
- Trianon Gavotte

### Kamermuziek
- Cantilène, voor klarinet en piano
- Capriccio, voor trombone en piano
- Cavatine
- Cavatine
- Fantasia, voor trompet en piano
- Petit Caprice, voor trompet en piano
- Petite Valse-Caprice pour piano
- Elégie, voor fluit en piano

## Publicaties
- Cours complet de solfège
- Cours complet d'harmonie théorique